# ハイド・パーク・バラックス
座標: 南緯33度52分10秒 東経151度12分45秒 / 南緯33.86944度 東経151.21250度
ハイド・パーク・バラックス（英語:Hyde Park Barracks）は、オーストラリア・ニューサウスウェールズ州、シドニーの中心街にあるレンガ造りの建築物である。ハイド・パーク (シドニー)に隣接している。
数少ない流刑地時代の建物で、現在は博物館として公開されている他、ニューサウスウェールズ州及びオーストラリアの史跡として保存されている。2010年、「オーストラリアの囚人遺跡群」の1つとして、他の10の史跡とともにUNESCOの世界遺産に登録された。

## 歴史
ハイド・パーク・バラックスは、ラックラン・マッコーリー総督の命令によって、1818年から1819年にかけて、建設された。設計は、囚人の建築家であるフランシス・グリーンウェイの手による。もとはシドニーのマッコーリー・ストリート（en）そばに建設され、その目的は男性囚人のための宿舎であった。1848年までの間、囚人を収容するための施設として使用された。
1848年から1886年にかけては、職探し、あるいは家族の再会を果たそうとする独身女性のための施設であると同時に、1862年からは、女性の保護施設としても使用されてきた。1887年から1979年までの間、このバラックは、法廷や政府の施設として使用されることとなった。
1981年、ハイド・パーク・バラックスは歴史遺産として管理されるようになった。今日ではニューサウスウェールズ州管轄の博物館として公開されており、建設当時のシドニーの囚人の生活、オーストラリアにおける囚人管理のシステム、ハイド・パーク・バラックスから発掘された物品及び建物の内部を見学することが可能である。

## 世界遺産登録基準
この世界遺産は世界遺産登録基準のうち、以下の条件を満たし、登録された（以下の基準は世界遺産センター公表の登録基準からの翻訳、引用である）。
- (4) 人類の歴史上重要な時代を例証する建築様式、建築物群、技術の集積または景観の優れた例。
- (6) 顕著で普遍的な意義を有する出来事、現存する伝統、思想、信仰または芸術的、文学的作品と直接にまたは明白に関連するもの（この基準は他の基準と組み合わせて用いるのが望ましいと世界遺産委員会は考えている）。